# 홀로라이브 프로덕션
홀로라이브 프로덕션(일본어: ホロライブプロダクション 호로라이부푸로다쿠숀[*], 영어: hololive production)은 커버 주식회사에서 운영하는 일본의 버츄얼 유튜버 소속사이다.
2022년 기준으로 50명 이상의 버츄얼 유튜버를 관리 중이다.

## 멤버 목록

### hololive JAPAN

#### 0기생
- 토키노 소라
- 로보코씨
- AZKi
- 사쿠라 미코
- 호시마치 스이세이

#### 1기생
- 아키 로젠탈
- 아카이 하아토
- 시라카미 후부키
- 나츠이로 마츠리

#### 2기생
- 나키리 아야메
- 유즈키 초코
- 오오조라 스바루

#### hololive 게이머즈
- 시라카미 후부키
- 오오카미 미오
- 네코마타 오카유
- 이누가미 코로네

#### 3기생 (hololive Fantasy)
- 우사다 페코라
- 시라누이 플레어
- 시로가네 노엘
- 호쇼 마린

#### 4기생 (holoForce)
- 아마네 카나타
- 츠노마키 와타메
- 토코야미 토와
- 히메모리 루나

#### 5기생 (네포라보)
- 유키하나 라미
- 모모스즈 네네
- 시시로 보탄
- 오마루 폴카

#### 6기생 (비밀결사 holoX)
- 라플러스 다크니스
- 타카네 루이
- 하쿠이 코요리
- 사카마타 클로에 (스트리밍 활동 종료)
- 카자마 이로하

#### DEV_IS ReGLOSS
- 히오도시 아오
- 오토노세 카나데
- 이치죠 리리카
- 쥬후테이 라덴
- 토도로키 하지메

#### DEV_IS FLOW GLOW
- 이사키 리오나
- 코가네이 니코
- 미즈미야 수
- 린도 치하야
- 키키라라 비비

### hololive Indonesia

#### 1기생 (AREA15)
- 아윤다 리스
- 무나 호시노바
- 아이라니 이오피프틴

#### 2기생 (HOLORO)
- 쿠레이지 올리
- 아냐 멜핏사
- 파볼리아 레이네

#### 3기생 (holoh3ro)
- 베스티아 제타
- 카엘라 코발스키아
- 코보 카나에루

### hololive English

#### -Myth-
- 모리 칼리오페
- 타카나시 키아라
- 니노마에 이나니스
- 왓슨 아멜리아 (스트리밍 활동 종료)

#### -Promise-
- IRyS
- 오로 크로니
- 하코스 벨즈

#### -Advent-
- 시오리 노벨라
- 코세키 비쥬
- 네리사 레이븐크로프트
- 후와와 어비스가드 & 모코코 어비스가드

#### -Justice-
- 엘리자베스 로즈 블러드플레임
- 지지 무린
- 세실리아 이머그린
- 라오라 판테라

### 스태프
- 친구A (졸업)
- 하루사키 노도카

### 졸업 멤버
- 키류 코코 (hololive 4기생)
- 츠쿠모 사나 (hololive English -Council-)
- 미나토 아쿠아 (hololive 2기생)
- 세레스 파우나 (hololive English -Promise-)
- 무라사키 시온 (hololive 2기생)
- 나나시 무메이 (hololive English -Promise-)
- 가우르 구라 (hololive English -Myth-)